# Hotel Bodeblick

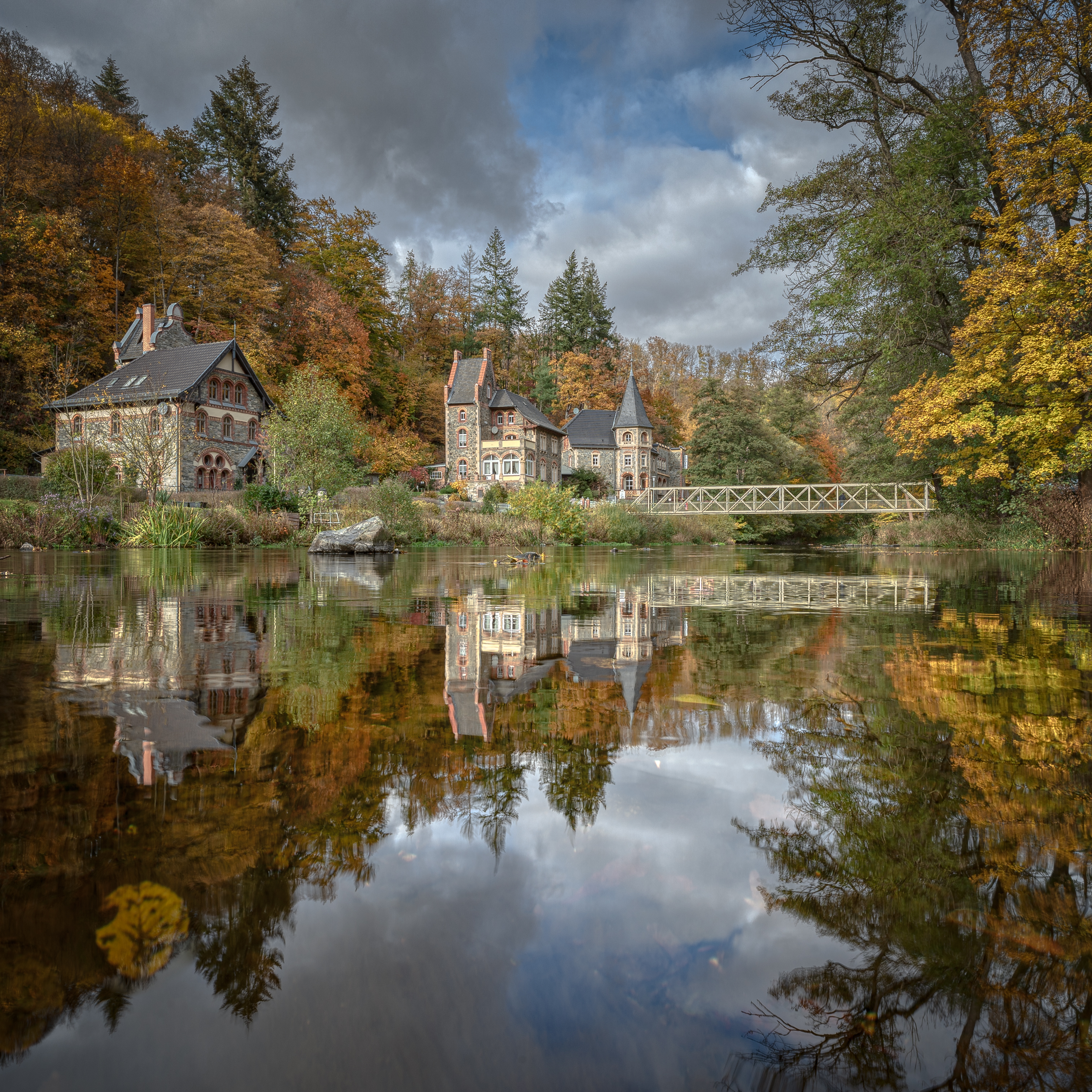
Blick auf die Häuser Halde 1, 2 und 3 (Hotel Bodeblick) in Treseburg im Herbst.

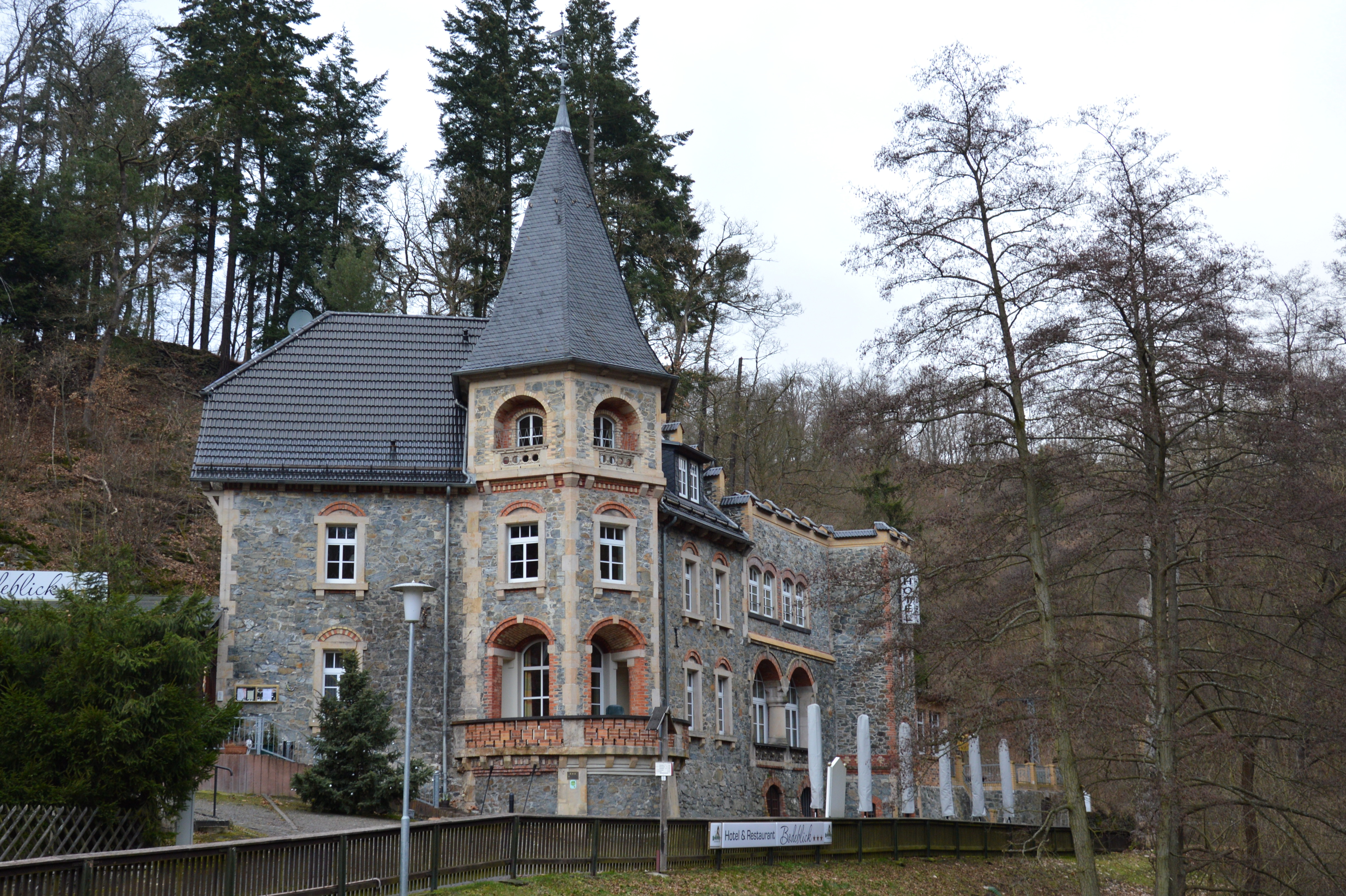
Hotel Bodeblick

Das Hotel Bodeblick ist ein denkmalgeschütztes Hotel im zur Stadt Thale gehörenden Dorf Treseburg im Harz in Sachsen-Anhalt.

## Lage
Das Gebäude befindet sich im nördlichen Teil von Treseburg an der Adresse An der Halde 1 unmittelbar am Ufer der Bode. Per Kraftfahrzeug ist das Hotel wie die anderen Grundstücke der Straße An der Halde nur durch eine Furt durch die Bode zu erreichen (für Pkw nicht zu empfehlen). Unmittelbar am Hotel besteht jedoch eine Fußgängerbrücke über den Fluss, über den auch der nahe gelegene Parkplatz zu erreichen ist. Unmittelbar am Hotel führen die Hauptwanderwege Harzer Hexenstieg und der HET-Weg (Fernwanderweg Harz – Eichsfeld – Thüringer Wald) des Harzklubs vorbei.

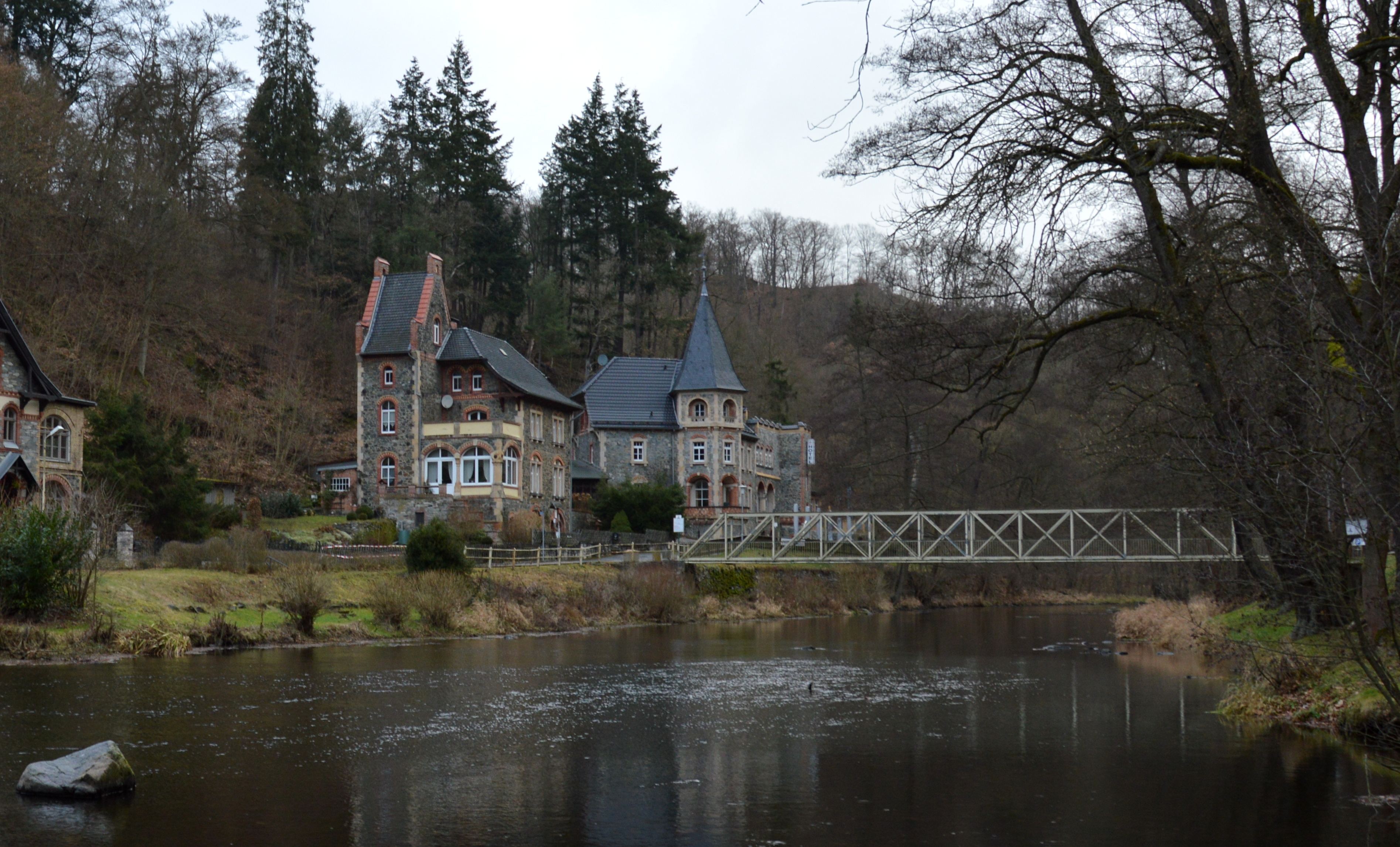
Blick über die Bode zum Hotel
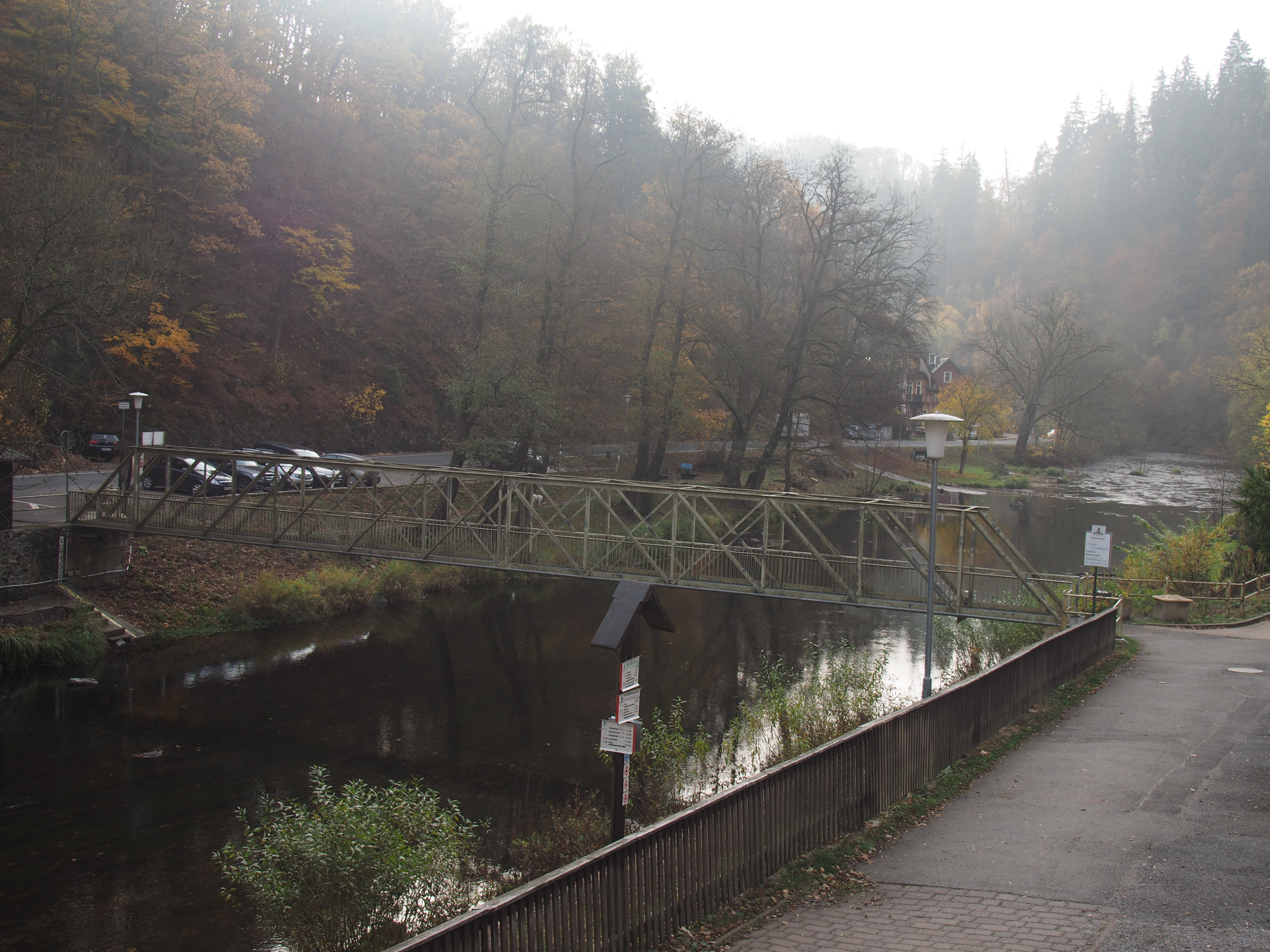
Vorn die Fußgängerbrücke zum Hotel, im Hintergrund die Furt durch die Bode

## Architektur und Geschichte
Das Gebäude entstand in der Zeit um 1890 in stilistischer Anlehnung an französische Architektur. Als Baumaterial dienten vermutlich Steine der Ruine der historischen Treseburg. Das Hotel verfügt über 15 Zimmer, einen Seminarraum und eine Sauna. Darüber hinaus besteht ein Restaurant und Biergarten.
Im örtlichen Denkmalverzeichnis ist das Hotel unter der Erfassungsnummer 094 25276 als Baudenkmal verzeichnet.